# Camponotus odiosus
Camponotus odiosus é uma espécie de inseto do gênero Camponotus, pertencente à família Formicidae.